# Aphanopus arigato
Aphanopus arigato és una espècie de peix pertanyent a la família dels triquiúrids.

## Descripció
- Pot arribar a fer 72 cm de llargària màxima.
- 39-43 espines i 54-58 radis tous a l'aleta dorsal i 2 espines i 47-50 radis tous a l'anal.
- 103-105 vèrtebres.[5][6]

## Hàbitat
És un peix marí i bentopelàgic (els adults) que viu entre 0-1.350 m de fondària. Els joves són mesopelàgics entre 146 i 190 m de profunditat durant la nit i entre 300 i 1.100 durant el dia.

## Distribució geogràfica
Es troba al Pacífic occidental (el Japó i les illes Kurils) i el Pacífic oriental (el Canadà i els Estats Units).

## Observacions
És inofensiu per als humans.